# Frank Mir
Frank Mir, właśc. Francisco Santos Mir (ur. 24 maja 1979 w Las Vegas) – amerykański zawodnik MMA oraz posiadacz czarnego pasa w brazylijskim jiu-jitsu i karate kenpō, mistrz wagi ciężkiej organizacji UFC z 2004.

## Mieszane sztuki walki
W MMA zadebiutował w 2001 roku. Jeszcze w tym samym roku związał się z amerykańską organizacją UFC. Pierwszą zawodową porażkę doznał 13 lipca 2002 roku podczas UFC 38 z rąk Anglika Iana Freemana. Po serii trzech wygranych walkach z rzędu m.in. z Tankiem Abbottem stoczył pojedynek o pas mistrzowski w wadze ciężkiej z Timem Sylvią (UFC 48). W niespełna minutę od rozpoczęcia pojedynku Mir założył Sylvi dźwignię prostą na staw łokciowy po której pękła kość promieniowa i pojedynek został przerwany, a zwycięzcą i nowym mistrzem ogłoszony Mir.
2 lutego 2008 roku na gali UFC 81 efektownie poddał debiutującego ówcześnie w UFC Brocka Lesnara zakładając mu dźwignie na staw kolanowy za którą otrzymał bonus finansowy za „poddanie wieczoru”. Poddanie Lesnara zostało ogłoszone poddaniem roku według fachowych portali o tematyce sportów walki m.in. FIGHT! Magazine. Pod koniec roku zdobył tymczasowe mistrzostwo w wadze ciężkiej wygrywając z byłym mistrzem PRIDE Brazylijczykiem Antônio Rodrigo Nogueirą przez techniczny nokaut. 11 lipca 2009 (UFC 100) roku przegrał pojedynek o mistrzostwo z Lesnarem przez TKO. W grudniu 2009 roku poddał Francuza Cheicka Kongo duszeniem gilotynowym, a w marcu 2010 roku (UFC 111) ponownie stoczył pojedynek o tymczasowe mistrzostwo w wadze ciężkiej, przegrywając przed czasem z Shane’em Carwinem.

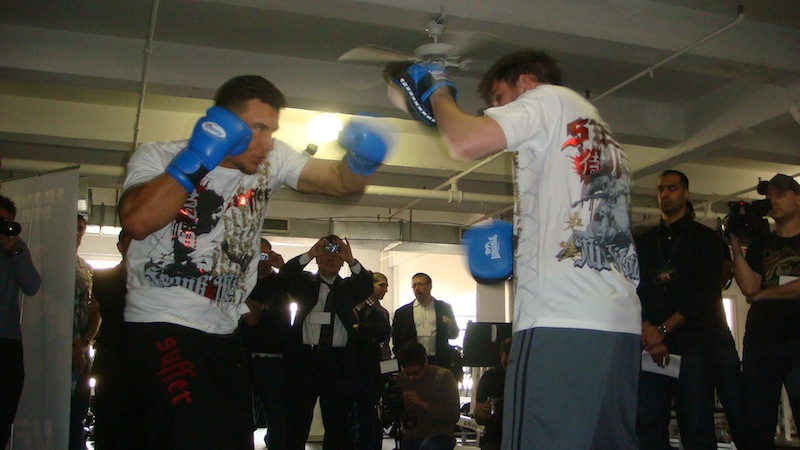
Frank Mir na media treningu przed galą UFC 111

25 września podczas gali UFC 119 znokautował krótkim uderzeniem kolanem Chorwata Mirko Filipovicia.
10 grudnia 2011 roku (UFC 140) poddał Antonio Rodrigo Nogueirę kimurą, równocześnie łamiąc mu rękę. Mir dostał nagrodę pieniężną „poddanie wieczoru” i zarazem drugą nagrodę „poddanie roku” na World MMA Awards (2011).
26 maja 2012 roku przegrał z Juniorem dos Santosem pojedynek o mistrzostwo UFC w wadze ciężkiej na gali UFC 146.
20 kwietnia 2013 przegrał na punkty z tryumfatorem turnieju wagi ciężkiej Strikeforce z 2012 roku Danielem Cormierem (nominalnie walka miała się odbyć 3 listopada na gali Strikeforce ale z powodu kontuzji Mira odwołano walkę, a później całą galę), a 31 sierpnia poległ z powracającym do UFC po prawie 11 latach Joshem Barnettem przez techniczny nokaut. 1 lutego 2014 uległ na punkty Holendrowi Alistairowi Overeemowi notując czwartą porażkę z rzędu. Prawie rok później 22 lutego 2015 znokautował Brazylijczyka Antônio Silvę w niespełna dwie minuty przerywając fatalną serię porażek.

## Boks
17 kwietnia 2021 na Mercedes-Benz Stadium w Atlancie przegrał z byłym mistrzem świata wagi cruiser Steve’em Cunninghamem (30-9-1, 13 KO), który powrócił na ring po 3,5 rocznej przerwie.

## Osiągnięcia
Mieszane sztuki walki:
- Ultimate Fighting Championship (UFC):
  - 2004–2005: mistrz UFC w wadze ciężkiej
  - 2008–2009: tymczasowy mistrz UFC w wadze ciężkiej
- Rekordy i statystyki w UFC:
  - Poddanie wieczoru (2 razy)
  - Występ wieczoru (2)
  - Najwięcej zwycięstw w kategorii ciężkiej (16)
  - Najwięcej walk w kategorii ciężkiej (27)
  - Najwięcej poddań w kategorii ciężkiej (13)
  - Najwięcej zwycięstw w 1 rundzie w historii UFC (10
  - Drugi najczęściej wygrywający przez poddanie zawodnik (8)
  - Najszybsze poddanie w wadze ciężkiej (45 sekunda)
  - 2011: Poddanie Roku przeciwko Antônio Rodrigo Nogueirze
  - 2011: Powrót Roku przeciwko Antônio Rodrigo Nogueirze

Submission grappling:
- 2007: NAGA Absolute Division – 1. miejsce
- 2001: Mistrzostwa Panamerykańskie – 1. miejsce w kat. +100 kg

Amatorskie zapasy:
- 1998: Nevada State Wrestling – 1. miejsce

## Lista walk MMA
| Wynik     | Bilans | Przeciwnik               | Rozstrzygnięcie                                 | Rozgrywki                          | Runda | Czas | Miejsce       | Uwagi                                                         |
| --------- | ------ | ------------------------ | ----------------------------------------------- | ---------------------------------- | ----- | ---- | ------------- | ------------------------------------------------------------- |
| Przegrana | 18-12  | Fiodor Jemieljanienko    | KO (ciosy pięściami)                            | Bellator 198 – Fedor vs. Mir       | 1     | 0:48 | Rosemont      | Ćwierćfinał Bellator Grand Prix wagi ciężkiej                 |
| Przegrana | 18–11  | Mark Hunt                | KO (cios pięścią)                               | UFC Fight Night 85: Hunt vs. Mir   | 1     | 3:01 | Brisbane      |                                                               |
| Przegrana | 18–10  | Andrej Arłouski          | Decyzja (jednogłośna)                           | UFC 191                            | 3     | 5:00 | Las Vegas     |                                                               |
| Wygrana   | 18–9   | Todd Duffee              | KO (cios pięścią)                               | UFC Fight Night: Mir vs. Duffee    | 1     | 1:13 | San Diego     | Występ wieczoru                                               |
| Wygrana   | 17–9   | Antônio Silva            | KO (cios pięścią i uderzenia łokciami)          | UFC Fight Night: Bigfoot vs. Mir   | 1     | 1:40 | Porto Alegre  | Występ wieczoru                                               |
| Przegrana | 16–9   | Alistair Overeem         | Decyzja (jednogłośna)                           | UFC 169                            | 3     | 5:00 | Newark        |                                                               |
| Przegrana | 16–8   | Josh Barnett             | TKO (cios kolanem)                              | UFC 164                            | 1     | 1:56 | Milwaukee     |                                                               |
| Przegrana | 16–7   | Daniel Cormier           | Decyzja (jednogłośnie)                          | UFC on Fox: Henderson vs. Melendez | 3     | 5:00 | San Jose      |                                                               |
| Przegrana | 16–6   | Junior dos Santos        | TKO (ciosy pięściami)                           | UFC 146                            | 2     | 3:04 | Las Vegas     | Walka o mistrzostwo UFC w wadze ciężkiej                      |
| Wygrana   | 16–5   | Antônio Rodrigo Nogueira | Poddanie (kimura – złamana ręka)                | UFC 140                            | 1     | 3:38 | Toronto       | Poddanie wieczoru                                             |
| Wygrana   | 15–5   | Roy Nelson               | Decyzja (jednogłośna)                           | UFC 130: Rampage vs. Hamil         | 3     | 5:00 | Las Vegas     |                                                               |
| Wygrana   | 14–5   | Mirko Filipović          | KO (cios kolanem)                               | UFC 119: Cro cop vs. Mir           | 3     | 4:02 | Memphis       |                                                               |
| Przegrana | 13–5   | Shane Carwin             | KO (ciosy pięściami)                            | UFC 111: St-Pierre vs. Hardy       | 1     | 3:48 | Newark        | Walka o tymczasowe mistrzostwo UFC w wadze ciężkiej           |
| Wygrana   | 13–4   | Cheick Kongo             | Techniczne poddanie (duszenie gilotynowe)       | UFC 107: Penn vs. Sanchez          | 1     | 1:12 | Memphis       |                                                               |
| Przegrana | 12–4   | Brock Lesnar             | TKO (ciosy pięściami)                           | UFC 100                            | 2     | 1:48 | Las Vegas     | Walka o mistrzostwo UFC w wadze ciężkiej                      |
| Wygrana   | 12–3   | Antônio Rodrigo Nogueira | TKO (ciosy pięściami)                           | UFC 92: The Ultimate 2008          | 2     | 1:57 | Las Vegas     | Został tymczasowym mistrzem UFC w wadze ciężkiej              |
| Wygrana   | 11–3   | Brock Lesnar             | Poddanie (dźwignia na staw kolanowy)            | UFC 81: Breaking Point             | 1     | 1:30 | Las Vegas     | Poddanie wieczoru                                             |
| Wygrana   | 10–3   | Antoni Hardonk           | Poddanie (kimura)                               | UFC 74: Respect                    | 1     | 1:17 | Las Vegas     |                                                               |
| Przegrana | 9–3    | Brandon Vera             | TKO (ciosy pięściami)                           | UFC 65: Bad Intentions             | 1     | 1:09 | Sacramento    |                                                               |
| Wygrana   | 9–2    | Dan Christison           | Decyzja (jednogłośna)                           | UFC 61: Bitter Rivals              | 3     | 5:00 | Las Vegas     |                                                               |
| Przegrana | 8–2    | Marcio Cruz              | TKO (ciosy pięściami)                           | UFC 57: Liddell vs. Couture 3      | 1     | 4:10 | Las Vegas     |                                                               |
| Wygrana   | 8–1    | Tim Sylvia               | Techniczne poddanie (dźwignia na staw łokciowy) | UFC 48: Payback                    | 1     | 0:50 | Las Vegas     | Został mistrzem UFC w wadze ciężkiej – po czasie zwakował pas |
| Wygrana   | 7–1    | Wes Sims                 | KO                                              | UFC 46: Supernatural               | 2     | 4:21 | Las Vegas     |                                                               |
| Wygrana   | 6–1    | Wes Sims                 | Dyskwalifikacja                                 | UFC 43: Meltdown                   | 1     | 2:55 | Las Vegas     |                                                               |
| Wygrana   | 5–1    | Tank Abbott              | Poddanie (dźwignia na staw skokowy)             | UFC 41: Onslaught                  | 1     | 0:46 | Atlantic City |                                                               |
| Przegrana | 4–1    | Ian Freeman              | TKO (ciosy pięściami)                           | UFC 38: Brawl at the Hall          | 1     | 4:35 | Londyn        |                                                               |
| Wygrana   | 4–0    | Pete Williams            | Poddanie (dźwignia na ramię)                    | UFC 36: Worlds Collide             | 1     | 0:46 | Las Vegas     |                                                               |
| Wygrana   | 3–0    | Roberto Traven           | Poddanie (dźwignia na staw łokciowy)            | UFC 34: High Voltage               | 1     | 1:05 | Las Vegas     | Poddanie wieczoru                                             |
| Wygrana   | 2–0    | Dan Quinn                | Poddanie (duszenie trójkątne)                   | IFC Warriors Challenge 15          | 1     | 2:15 | Oroville      |                                                               |
| Wygrana   | 1–0    | Jerome Smith             | Decyzja (jednogłośna)                           | HOOKnSHOOT – Showdown              | 2     | 5:00 | Evansville    |                                                               |